# Fire fjollede Fanø feriebørn
Fire fjollede Fanø feriebørn er en dansk dokumentarfilm fra 1949, der er instrueret af Gerhard Rasmussen efter manuskript af ham selv og Hans Herloff.

## Handling
Fire børn, Torsten, Keld, Busser og Else, er på ferie på øen Fanø, hvor de tilbringer tiden med at lege og pjatte. Men de har også huslige pligter.